# Johann Adam Boost
Johann Adam Boost (* 8. April 1775 in Aschaffenburg; † 8. Oktober 1852 in Mainz) war ein deutscher Ökonom, Beamter und Autor.

## Leben
Johann Adam Boost war der dritte von sechs Söhnen des Juristen Karl Joseph Schweikard Boost (* 9. Mai 1739 in Mainz; † 15. Oktober 1811 ebendort) und dessen Ehefrau Dorothea Vogt. Ab 1789 besuchte er die hohe Schule zu Mainz und wie sein Vater und sein Bruder unterstützte er 1792 die Bildung der Mainzer Republik. Als die Franzosen die Stadt am 24. Juli 1793 verließen, floh er nach Paris.
Boost wurde Forstbeamter im Elsass und ließ sich später als Ökonom in der Nähe von Mainz nieder. 1816/1817 wurde er Spezialkommissar im Großherzogtum Hessen. Von 1833 bis 1838 lebte er in Regensburg und dann bis 1847 in Darmstadt. In seinem Sterbeeintrag wird er als Großherzoglich Hessischer Kalkulator bezeichnet.
Aus seiner Feder stammen ökonomische und etliche tendenziöse Bücher mit religiösem und politischem Inhalt, die auf einen Sinneswandel des einstigen Jakobiners schließen lassen. Verheiratet war er mit Katharina Schmitt (* am 5. Februar 1780 in Waldgirmes, † ebendort am 1. März 1847), mit der er zuletzt in Nierstein wohnte, wo das Ehepaar zwischen 1801 und 1820 zwölf Kinder taufen ließ. Am 8. Oktober 1852 starb der Witwer um sechs Uhr morgens in dem Vincenz- und Elisabethenspital zu Mainz und wurde auch in der Stadt beerdigt.

## Werke
- Ueber die Rheinlande in staatswirthschaftlicher und ökonomischer Beziehung. Darmstadt 1815.
- Ueber die Maßregeln der älteren und neueren Staaten bei Theuerungs- und Hungersnoth.  Mainz 1817.
- Was waren die Rheinländer als Menschen und Bürger, und was ist aus ihnen geworden? Mainz 1819.
- Ueber Productions- und Consumtionssteuern. Darmstadt 1824.
- Das Jahr 1810 oder Darstellung der Revolution in ihrer Vergangenheit, Gegenwart und Zukunft. Darmstadt 1832.
- Die neueste Geschichte der Menschheit. [= Die neueste Geschichte von Frankreich und Oesterreich (1789–1834)], Band 1 Regensburg 1833.
- Der Gegner der Kirche, widerlegt durch die Geschichte u. die Ansichten der geistreichsten Protestanten. Augsburg 1838.
- Geschichte der Reformation und Revolution von Frankreich, England und Deutschland 1517–1843. 3 Bände Augsburg 1843.
- Geschichte der Reformation und Revolution von Deutschland. Von 1517–1844, Augsburg 1844, [1845 und 1846].
- Neueste Geschichte Frankreich. Regensburg 1836.
- Die neueste Geschichte der Menschheit. Augsburg 1836 und 1839. 1. Abth, Frankreich und Oesterreich; 1. Theil, Die neueste Geschichte von Frankreich vom Jahre 1789 bis 1836. 1. Abth., Frankreich und Oesterreich; 2. Theil: Die neueste Geschichte von Oesterreich unter den Regenten aus dem Habsburg-Lothringer Stamme.
- Sammlung moralischer Erzählungen für Deutschlands Söhne und Töchter. 2 Bände, Augsburg 1841, 1843 und 1846.
- Die Geschichte und die Propheten, die wahren Schlüssel zu den Pforten der Zukunft. 1. Aufl. Augsburg 1846, 2. Aufl. Augsburg 1847. 3., den jetzigen Zeitwirren gemäß sehr veränd. und verm. Aufl. Augsburg 1848, 4. Aufl. Augsburg 1848.
- Die Weissagungen des Mönchs Hermann zu Lehnin über Preußen und jene des Benedictiners David Speer zu Benedictbeuern über Bayern. Ausgabe: 3., den jetzigen Zeitwirren gemäß sehr veränd. und verm. Aufl. Augsburg 1848.
- mit Artraud de Montor: Geschichte der römischen Päpste. 5 Bände, Augsburg 1848–1856.
- Die wunderlichen Ansichten und grossen Mißgeschicke des deutschen Michel in seinen Freiheitsschwindeleien und Nachäffungen der Pariser Revolutions-Moden. Bensheim 1850.
- Die Erklärung der Offenbarung Johanni im Geiste der Geschichte und der Religion.